# Tovarnianska Polianka
Tovarnianska Polianka (1974–1978 slowakisch „Továrňanská Polianka“ – 1927–1948 „Tovarnianska Poľanka“ – bis 1927 „Tovarňanská Poľanka“; ungarisch Tavarnamező – bis 1907 Tavarnapolyánka – 1873–1882 Tavarnapolyánka és Tótpolyánka) ist eine Gemeinde im Osten der Slowakei mit 102 Einwohnern (Stand 31. Dezember 2024), die im Okres Vranov nad Topľou, einem Teil des Prešovský kraj, liegt und zur traditionellen Landschaft Zemplín gehört.

## Geographie
Die Gemeinde befindet sich im Ostslowakischen Hügelland, einem Teil des Ostslowakischen Tieflands am linken Ufer der Ondavka im Einzugsgebiet der Ondava. Das Ortszentrum liegt auf einer Höhe von 140 m n.m. und ist 12 Kilometer von Vranov nad Topľou sowie 13 Kilometer von Humenné entfernt.
Nachbargemeinden sind Tovarné im Nordwesten und Norden, Hudcovce im Nordosten und Osten, Strážske im Südosten und Kladzany im Süden, Südwesten und Westen.

## Geschichte
Tovarnianska Polianka wurde zum ersten Mal 1335 als Polenka schriftlich erwähnt, weitere historische Bezeichnungen sind unter anderen Polyon (1372), Polyunka (1414) und Towarnanská Polánka (1773). 1363 lag das Dorf im Herrschaftsgebiet der Burg Čičava, Ende des 16. Jahrhunderts war es Besitz des Landadels, im 17. Jahrhundert des Geschlechts Barkóczy sowie anderer. 1715 gab es 11 verlassene und sieben bewohnte Haushalte, 1787 hatte die Ortschaft 25 Häuser und 190 Einwohner, 1828 zählte man 31 Häuser und 227 Einwohner, die als Landwirte und Waldarbeiter beschäftigt waren. Zwischen 1900 und 1910 wanderten viele Einwohner aus.
Bis 1918 gehörte der im Komitat Semplin liegende Ort zum Königreich Ungarn und kam danach zur Tschechoslowakei beziehungsweise heute Slowakei. Nach der Entstehung der Tschechoslowakei waren die Einwohner als Landwirte tätig. 1944 brannte das ganze Dorf nieder. Nach dem Zweiten Weltkrieg wurde die örtliche Einheitliche landwirtschaftliche Genossenschaft (Abk. JRD) im Jahr 1958 gegründet, ein Teil der Einwohner pendelte zur Arbeit in Industriebetriebe in Hencovce, Humenné und Strážske.

## Bevölkerung
| Jahr                | 1994 | 2004     | 2014     | 2024    |
| ------------------- | ---- | -------- | -------- | ------- |
| Anzahl der Personen | 138  | 124      | 111      | 102     |
| Unterschied         |      | −10,14 % | −10,48 % | −8,10 % |

| Jahr                | 2023 | 2024    |
| ------------------- | ---- | ------- |
| Anzahl der Personen | 105  | 102     |
| Unterschied         |      | −2,85 % |

Nach der Volkszählung 2011 wohnten in Tovarnianska Polianka 105 Einwohner, alle davon Slowaken.
53 Einwohner bekannten sich zur römisch-katholischen Kirche, 37 Einwohner zur griechisch-katholischen Kirche und 15 Einwohner zur Evangelischen Kirche A. B.

## Bauwerke und Denkmäler
- griechisch-katholische Kirche Schutz der Allheiligen Gottesgebärerin aus den Jahren 1781–1784[5]